# Oklamané hvězdy
Oklamané hvězdy (v ázerbájdžánském originále Aldanmış ulduzlar, též Aldanmış kəvakib) je opera o dvou dějstvích, prologu a epilogu – případně též čtyřech dějstvích – ázerbájdžánského skladatele Mameda Mechti-oglyho Kulijeva (Quliyeva) na libreto Mira Džalala Pašajeva (Mir Cəlal Paşayev, 1908–1978) podle stejnojmenné povídky Mirzy Fataliho Achundova (Mirzə Fətəli Axundov / Axundzadə, 1812–1882). Premiéru měla 19. listopadu 1977 v Baku ve Státním akademickém divadle opery a baletu Mirzy Fataliho Achundova.

## Vznik a charakteristika opery
Námětem opery se stala satirická povídka klasika ázerbájdžánské literatury Mirzy Fataliho Achundova z roku 1857, označovaná za „první příklad prózy nového typu v ázerbájdžánské literatuře, zabývající se věčně aktuálním tématem vzájemného vztahu moci a lidu“. Pohádkový příběh vyjadřuje myšlenku, že k nápravě veřejných věcí nestačí jen změnit vládnoucí elitu, ale je třeba dosáhnout kvalitativní změny všeobecného společenského povědomí.
Miru Pašajevovi se podařilo převést Achundovovu prózu do přitažlivé divadelní podoby. Skladatel využil bohatou paletu forem a výrazových prostředků, od tradičních operních prvků po prvky lidového divadla, a to v původní i parodické podobě, nechává interprety nejen zpívat, ale i mluvit, volat nebo křičet, vedle hudby se objevují různé jiné zvuky a ruchy. Zvláště bohatá polyfonie charakterizuje nejen barvitou orchestraci, ale i složité vokální ansámbly.
Kulijev operu napsal roku 1976 a premiéru měla o rok později v bakuské opeře, režii měl Alfatun Nejmatzade.
Kulijevova opera nezapírá tradice ázerbájdžánské opery, jak ji svým dílem založil Uzeir Hadžibekov, ale moderním zvukem i formou znamenala její kvalitativně novou etapu. Kritik O. Felzer po premiéře v časopise Sovětská hudba (Советская музыка) psal: „Spojení klasických tradic s národními mugamovými kořeny zde bylo provedeno ne cestou horizontální montáže těch či oněch hudebních epizod, ale cestou vertikální syntézy. Divadlo objevilo nejen M. Kulijeva, divadlo znovu objevilo sebe.“

## Osoby
- Kečal, výřečný šprýmař – tenor
- Kesa, jeho stálý průvodce, škarohlíd – basbaryton
- Džemaleddín, hvězdopravec – bas
- Šáh Abbás – tenor
- Jusif Saradž, sedlář – tenor
- Selma, Jusifova milenka – soprán
- Achund, teolog, pobožnůstkář – tenor
- Bašbilen, velkovezír – bas
- Junrug, válečný vezír – basbaryton
- Bechbechani, dvorský veršotepec – tenor
- Popravčí – bas
- Cizí hosté: Figaro, Holanďan, Francouz – baryton, bas a tenor
- Lid, šáhovi důvěrníci, tanečnice – smíšený sbor a balet

## Děj opery

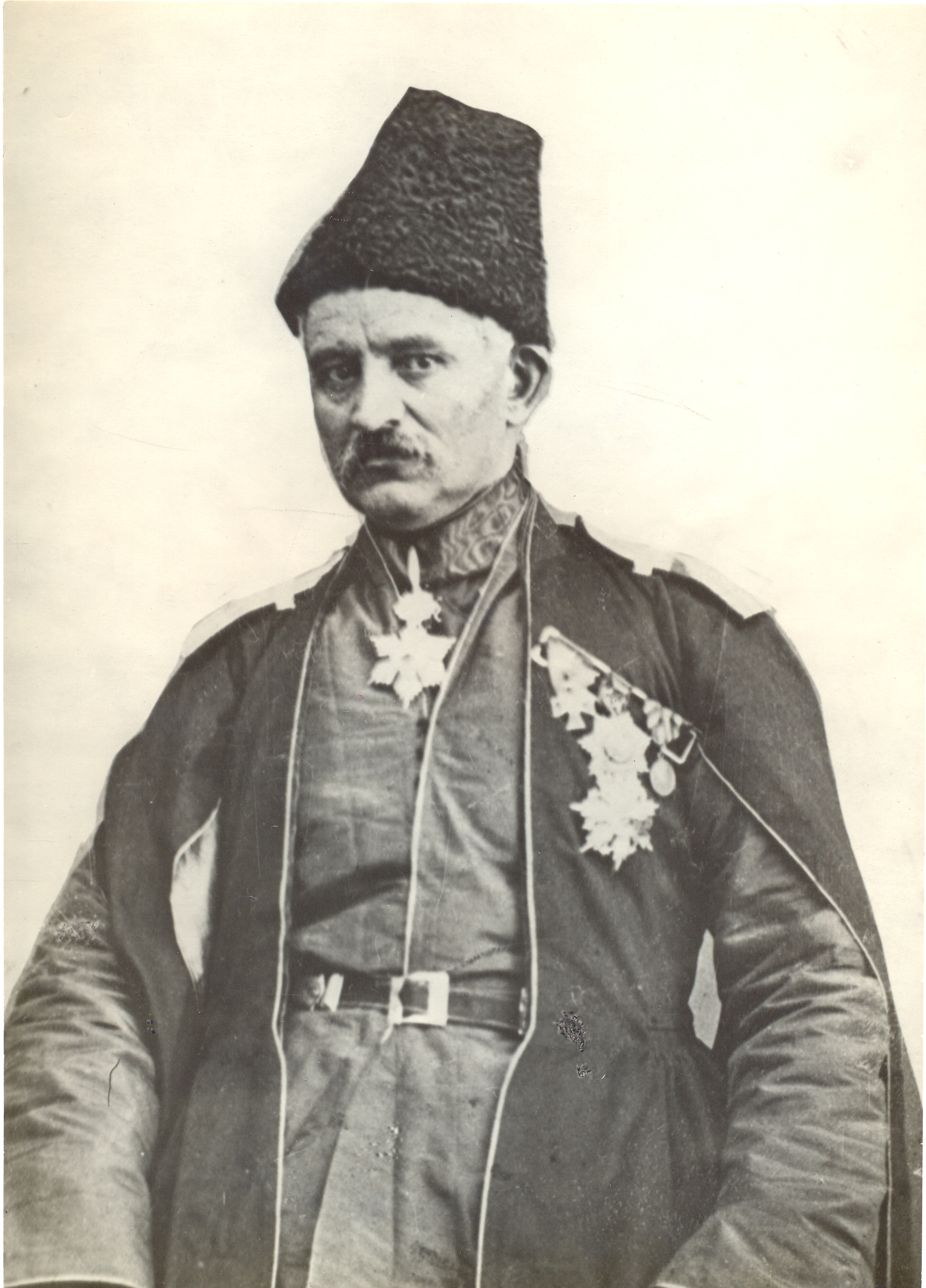
Spisovatel a filosof M. F. Achundov, autor námětu

### Prolog (1. dějství)
Šprýmař Kečal a škarohlíd Kesa předstupují před obecenstvo. Budou hrát starou známou hru o obelstěném podvodníkovi, ale tentokrát po novém.
Krutovládce šáh Abbás pověřuje svého hvězdopravce Džemaleddína, aby mu sestavil horoskop – ale ať zajistí, aby byl příznivý pro naplnění šáhových přání, jinak bude astrolog o hlavu kratší.

### 1. (2.) dějství
Život v zemi šáha Abbáse není radostný. Lidé nedělají celý den nic jiného, než že naplňují vladařovy nesmyslné předpisy a příkazy. U nohou šáhova trůnu stojí sama poezie zosobněná dvorním veršotepcem Bechbechanim, který nalézá na každou hloupost, kterou vládce vyřkne, přiléhavý rým.
Šáh očekává svůj horoskop. Hvězdopravec si zoufá a Kečal s Kezou mu poradí, ať do horoskopu napíše, že vladaře postihne velké neštěstí. Džemaleddín poslechne jejich radu a vážným hlasem šáha varuje.
Šáh Abbás se chce věštbě vyhnout a hvězdy oklamat. Rozhodne se proto na okamžik, ke kterému mu byla pohroma předpovězena, odstoupit a na trůn dosadit někoho, koho nenávidí, aby neštěstí dopadlo na něj. A tím je sedlář Jusif.

### 2. (3.) dějství
Jusif a jeho milenka Selma si užívají náhlého obratu podle své libosti. Jusif ruší všechny zákazy a příkazy šáha Abbáse a přikazuje vždy pravý opak.
Ale Kečal a Kesa nemají na této změně dost: Jusifova vláda se nakonec pramálo liší od Abbásovy. Vidí ještě třetí řešení. Právě se slaví svátek příchodu jara, kdy se podle starého zvyku volí šáh bláznů. Kečal a Kesa navrhnou kandidáta: hvězdopravce Džemaleddína. Ten je řádně zvolen a spolu s oběma průvodci se ujímá nové vlády, která začíná zákazem všech zákazů.

### Epilog (4. dějství)
Šáh Abbás se vrací a chce zpátky na svůj trůn, stát se znovu středem říše. Ale lid mu k návratu hraje hru o oklamaných hvězdách. Ty šáh svým činem vychýlil z drah a hvězdy si našly nové kruhy. Jejich kolotání vytlačuje šáha ze středu na okraj „vesmíru“ a nakonec do nicoty. Slavnost příchodu jara vrcholí, zima a noc jsou u konce a nastává vláda Slunce.

## Nahrávka
- 1979 (С10—12281-2). Zpívají (Kesa) A. Achverdijev, (Kečal) A. Kerimov, (Džemaleddín) A. Kerimov, (Abbás) F. Mechtijev, (Bechbechani) I. Alekperov, (Josif) A. Medikov. orchestr a sbor řídí R. Abdullajev (jen výňatky).[5]